# Вилхелм Щайниц
Вилхелм Щайниц (на немски: Wilhelm Steinitz; 14. май 1836 - 12. август 1900 г.) е бохемско-австрийски, по-късно американски, шахматист и първият официален световен шампион по шах (1886–1894). Освен това е влиятелен автор и теоретик на шаха.
При обсъждането на историята на играта от 1850-те нататък, коментаторите и досега спорят дали Щайниц може да се приема за де факто световен шампион отпреди 1886 г., може би още от 1866. Той губи титлата си от Емануел Ласкер през 1894 г., претърпява поражение и в реванша през 1896-97.
Статистическите системи за рейтинг са като цяло неблагосклонни към Щайниц (в сравнение с останалите световни шампиони) най-вече защото той си взема няколко дълги почивки от състезателната игра. Но анализ, стъпващ върху една от тези системи, го определя като един от най-доминиращите шахматисти в историята. Щайниц остава непобеден цели 32 години между 1862 и 1894 г.
Макар че става "световен номер едно", осланяйки се на популярния през 1860-те стил на тотална атака, през 1873 г. Щайниц разкрива нов, позиционен, стил и доказва превъзходството му над предходния (т.нар. "романтичен"). Новият подход първоначално е спорен, а според някои дори "страхлив", но много от игрите на Щайниц показват, че позиционната игра може също да доведе до свирепи нападения, както и романтичната.
Щайниц също е плодотворен автор и пламенно защитава идеите си. Дебатите били толкова яростни и понякога недостойни, че стават известни като "Мастилената война". Към началото на 1890-те подходът на Щайниц е вече широко приет и следващото поколение върхови играчи изказва признание към теориите му, вкл. наследникът на шампионската титла - Емануел Ласкер.
Старите източници описват характера на Щайниц като избухлив и агресивен, но съвременните изследвания разкриват негови дълги и приятелски отношения с някои играчи и шахматни организации. Най-значимо е сътрудничеството му през 1888-89 г. с Американския шахматен конгрес при съставянето на правила за поведение за бъдещите световни шампионати. Щайниц не умее да борави с финансите си и живее докрай в бедност.

## Ранен живот
Щайниц се ражда на 14. май 1836 г. в еврейското гето в Прага (тогава част от Бохемия, област в Австрийската империя). Най-млад от тринайсетте синове на шивача Йозеф-Саломон Щайниц от първата му жена, той се научава да играе шах на 12 години. След като на младини изучава Талмуда, той започва сериозната си игра в двайсетте си години, когато напуска Прага, за да учи математика във Виенския политехнически университет. Там Щайниц прекарва две години.